# Sea Life

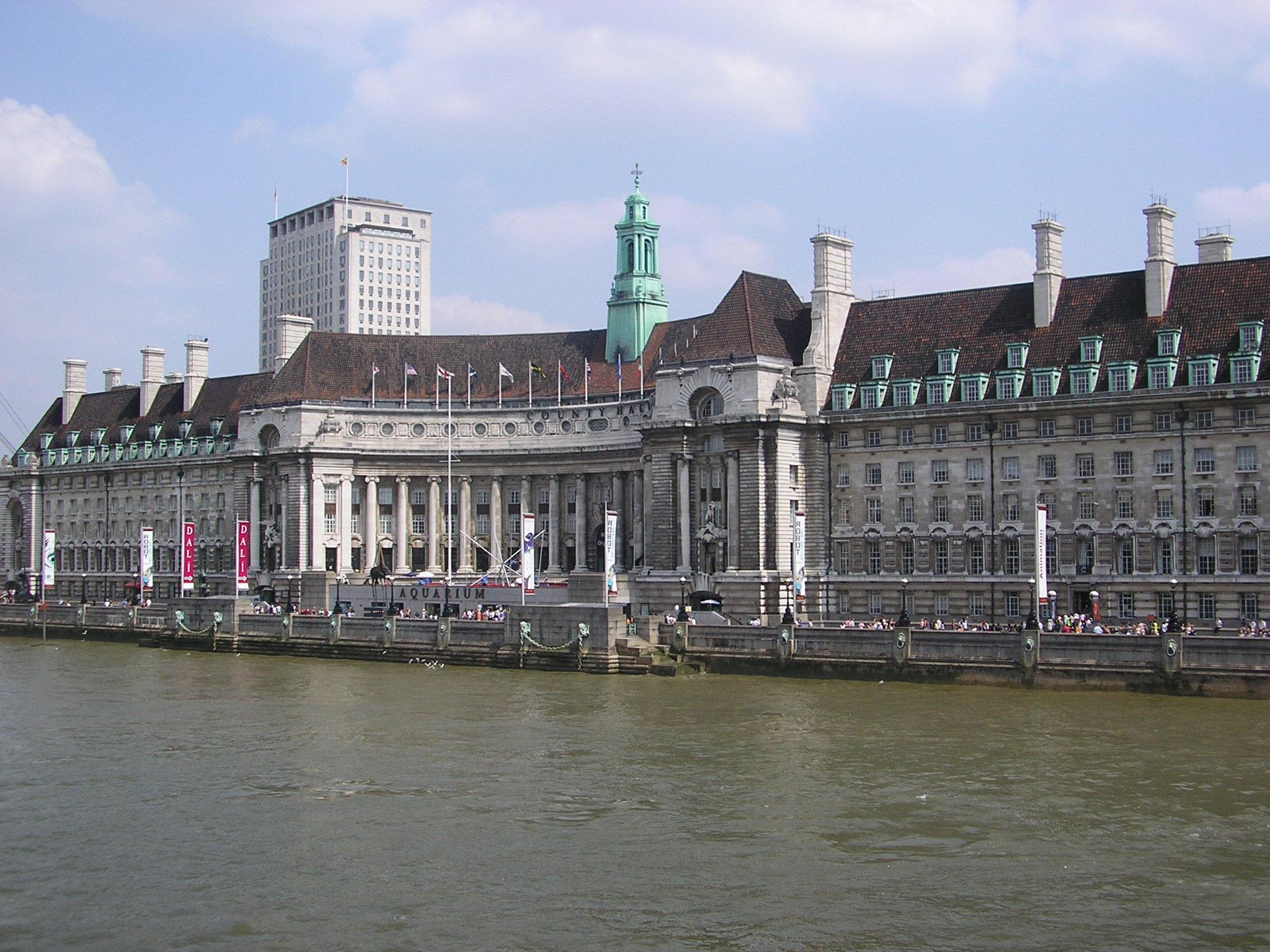
Sea Life London

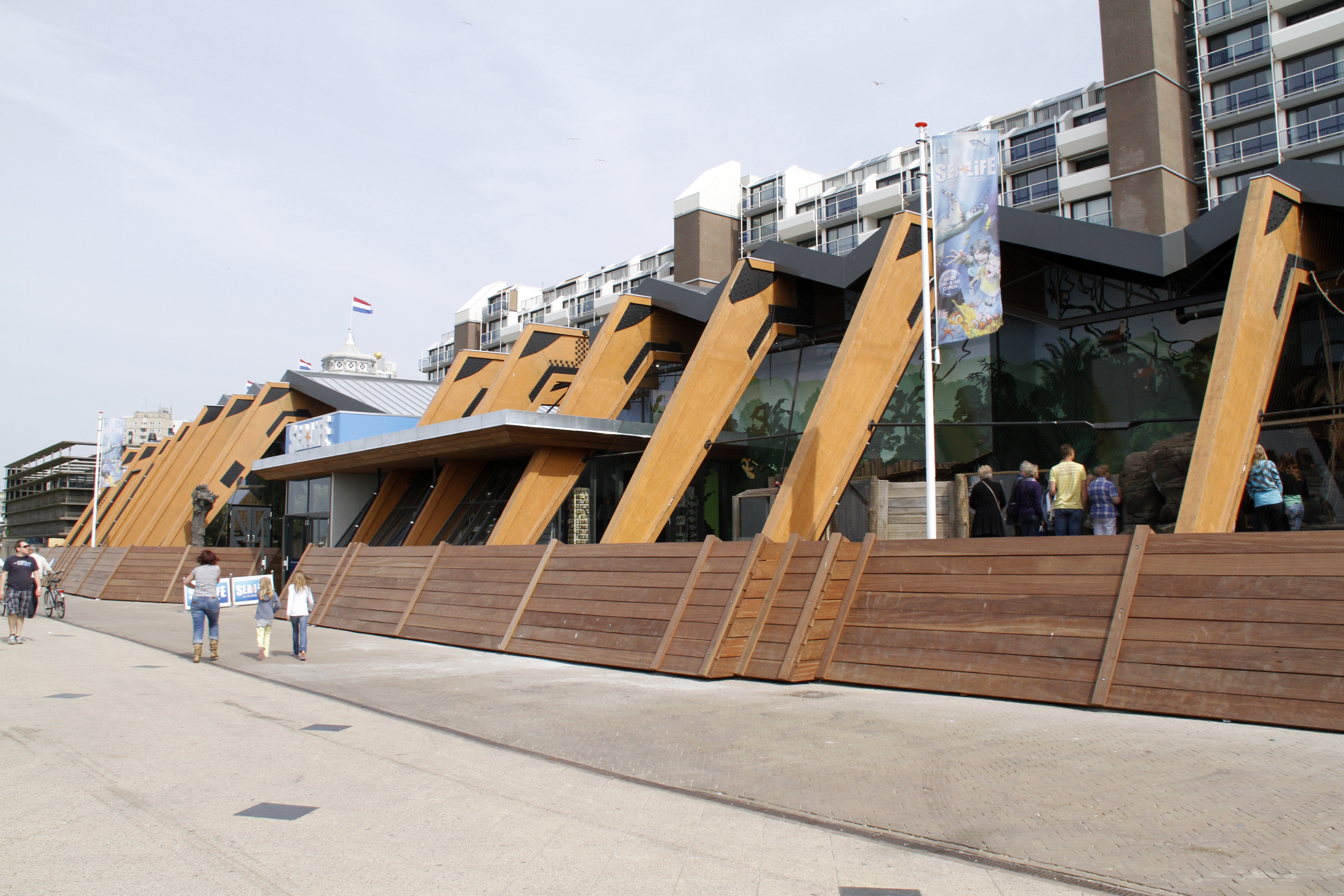
Sea Life Scheveningen

Sea Life is een wereldwijde keten van openbare aquaria. Het bedrijf is eigendom van de Merlin Entertainments Group en heeft tientallen vestigingen in het Verenigd Koninkrijk, de rest van Europa, Verenigde Staten, Azië en in Australië en Nieuw-Zeeland. Naast de aquaria heeft Merlin ook andere attracties zoals musea en pretparken, en deze worden op sommige plekken met elkaar gecombineerd, zoals de Sea Life-vestigingen in de Legolanden.

## Geschiedenis
Sea Life was tot 1999 eigendom van het Britse Vardon Attractions Ltd. In dat jaar werd het overgenomen door het management, en ging verder als de Merlin Entertainments Group. De oudste aquaria zijn onder andere namen ontstaan, zoals Brighton Aquarium in 1872, het oudste nog bestaande aquarium ter wereld.
Sea Life opent geregeld nieuwe locaties en andere worden gesloten. In het Verenigd Koninkrijk betrof dat laatste vestigingen in Southend-on-Sea, Weston-super-Mare, Rhyl en het moederbedrijf in Schotland, Oban.
In 2009 werd een Sea Life vestiging geopend in Legoland Deutschland met een zeeaquarium en een onderwatertunnelbuis. Dit aquarium wordt geëxploiteerd onder de naam 'Legoland Atlantis by SeaLife'.

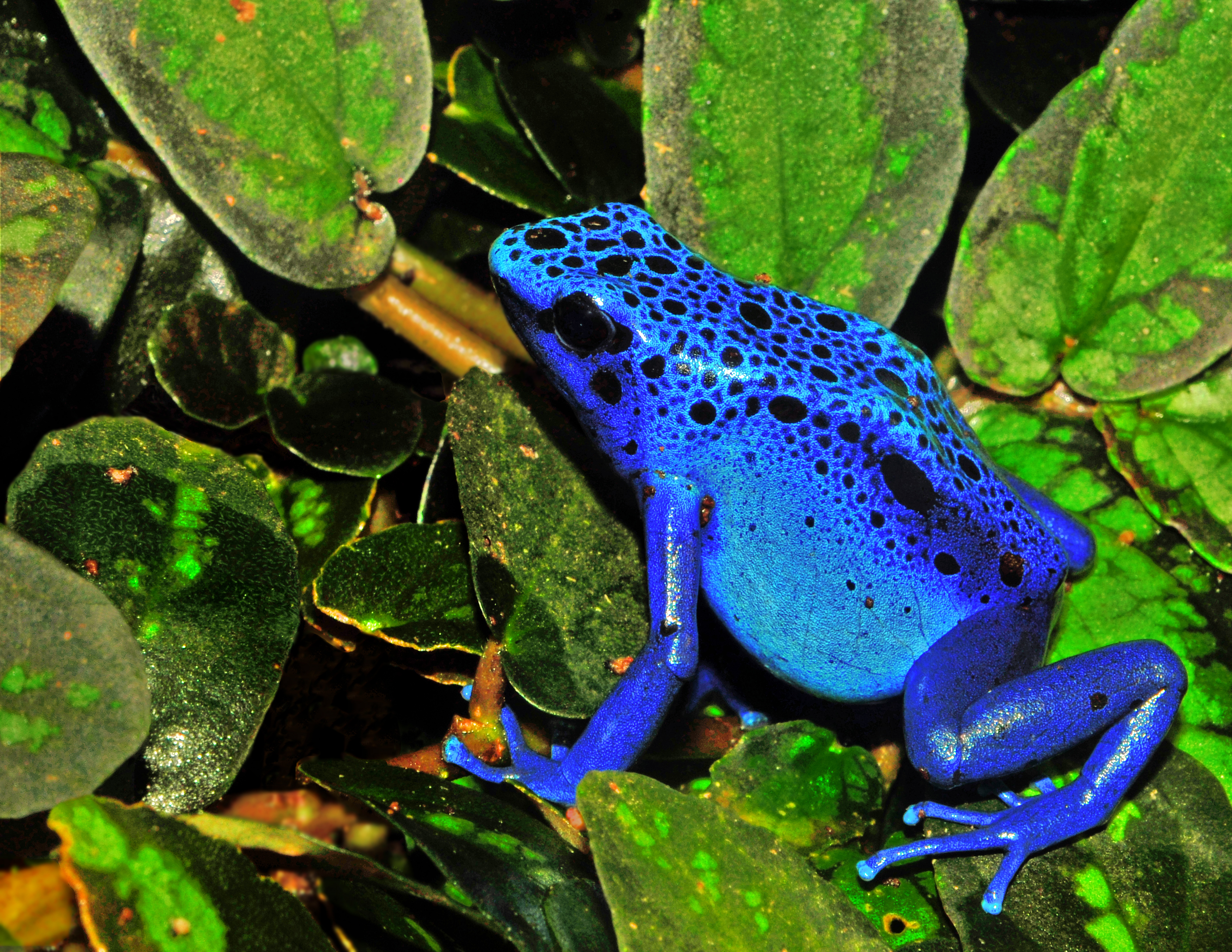
verblijf van de Blauwe pijlgifkikker in Sea Life Hannover

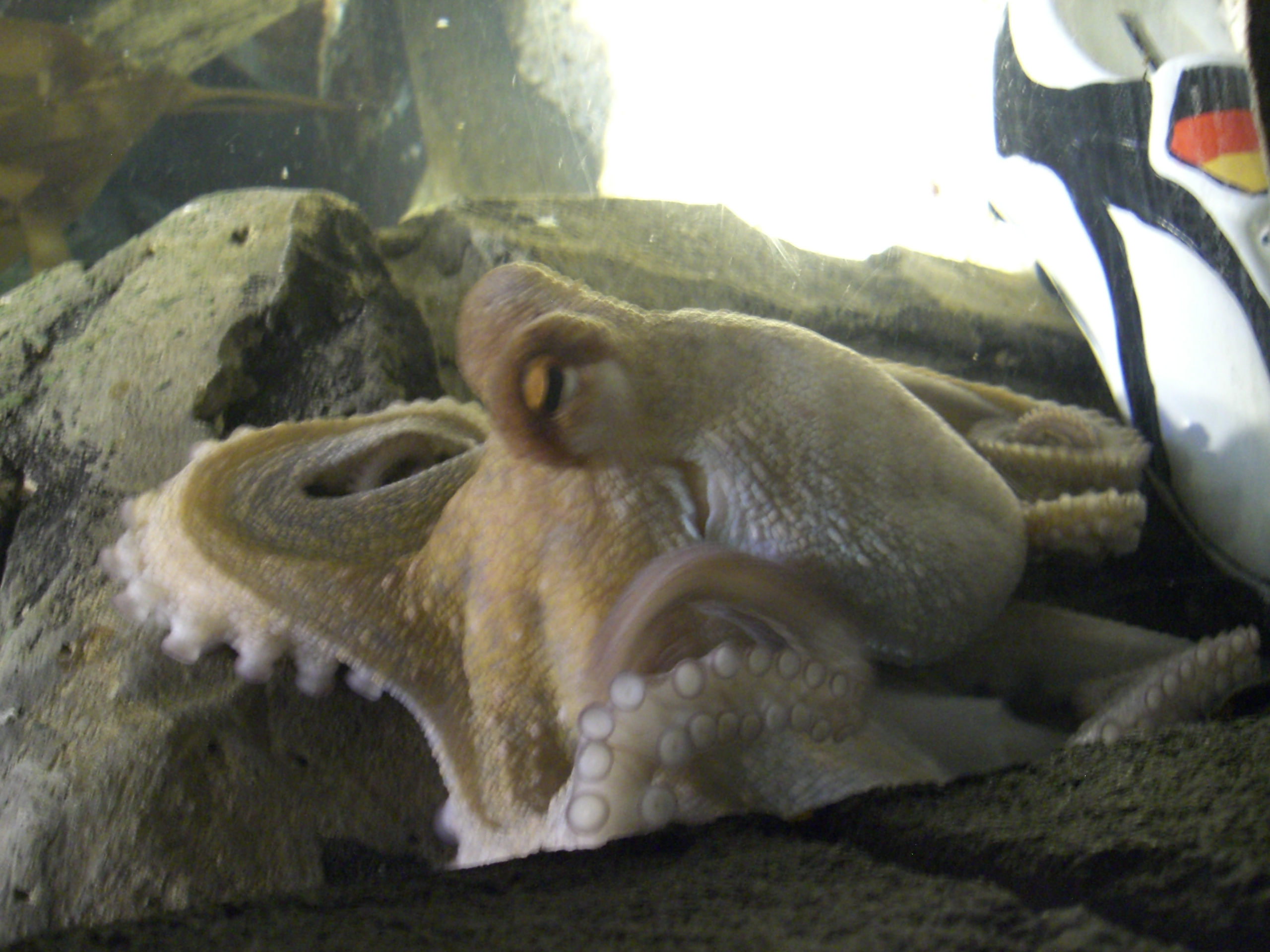
Paul de Octopus met schoen in 2010 in Sea Life Oberhausen

## Locaties

### Verenigd Koninkrijk
| Naam                          | Locatie        | Geopend |
| ----------------------------- | -------------- | ------- |
| National Sea Life Centre      | Birmingham     | 1996    |
| Sea Life Blackpool            | Blackpool      | 1990    |
| Sea Life Brighton             | Brighton       | 1872    |
| Sea Life Chessington          | Chessington    | 2008    |
| Sea Life Hastings             | Hastings       | 1990    |
| Sea Life Great Yarmouth       | Great Yarmouth | 1989    |
| Sea Life Hunstanton           | Hunstanton     | 1989    |
| Loch Lomond Aquarium          | Loch Lomond    | 2006    |
| Sea Life London               | Londen         | 1997    |
| Sea Life Trafford Centre      | Manchester     | 2013    |
| Sea Life Scarborough Aquarium | Scarborough    | 1991    |
| Sea Life Adventure Park       | Weymouth       | 1983    |

### Overig Europa

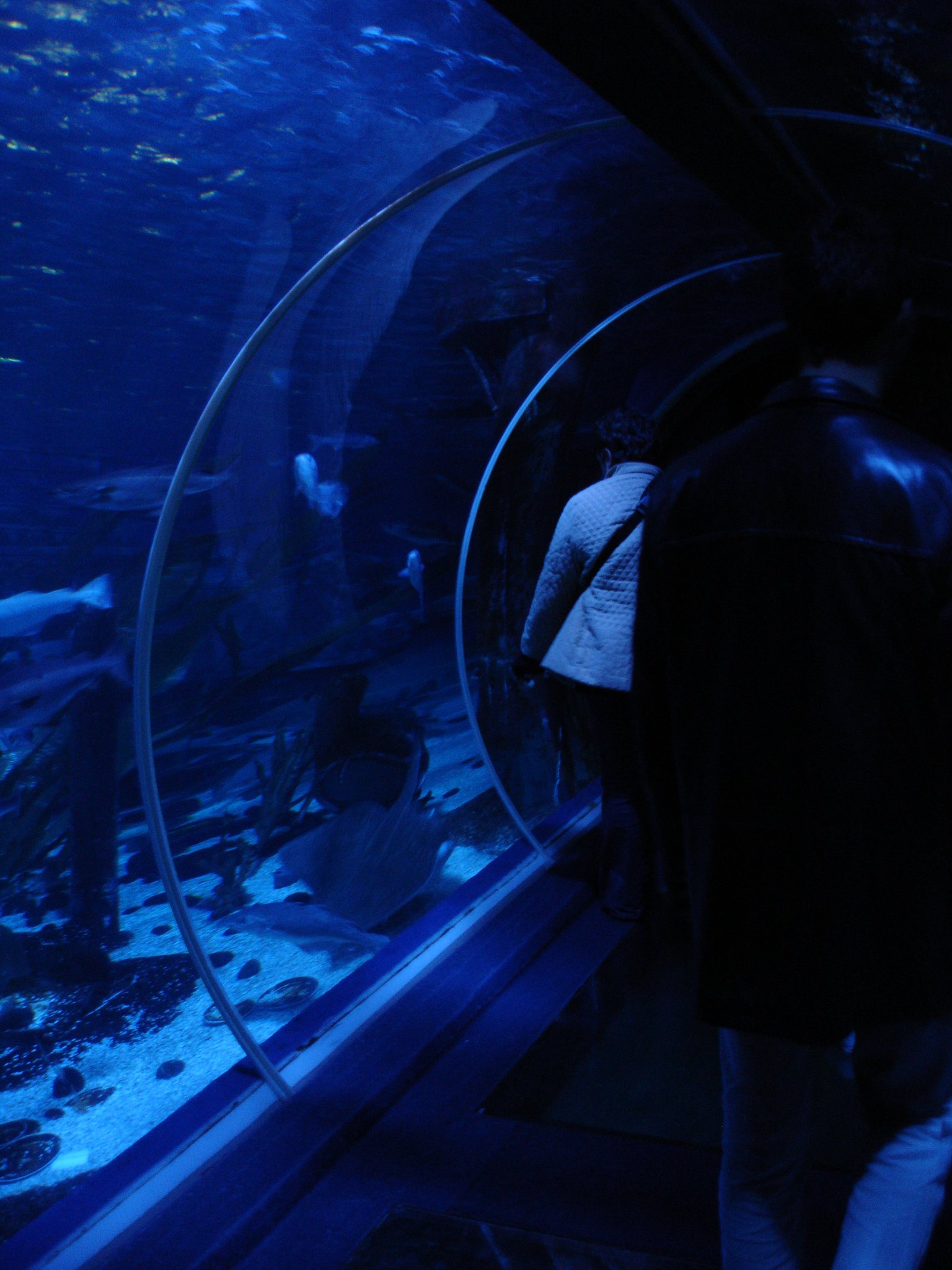
de tunnelbuis in Sea Life Paris (Frankrijk)

| Naam                                  | Locatie               | Geopend |
| ------------------------------------- | --------------------- | ------- |
| Sea Life Bray Aquarium                | Bray                  | 1998    |
| Gardaland Sea Life Aquarium           | Castelnuovo del Garda | 2008    |
| Legoland Atlantis by Sea Life         | Günzburg              | 2009    |
| Legoland Billund Atlantis by Sea Life | Billund               | 2007    |
| Sea Life Benalmádena                  | Benalmádena           | 1995    |
| Sea Life Berlin                       | Berlijn               | 2003    |
| Sea Life Blankenberge                 | Blankenberge          | 1995    |
| Sea Life Hannover                     | Hannover              | 2007    |
| Sea Life Helsinki                     | Helsinki              | 2002    |
| Sea Life de Konstanz                  | Konstanz              | 1999    |
| Sea Life München                      | München               | 2006    |
| Sea Life Oberhausen                   | Oberhausen            | 2004    |
| Sea Life Paris Val d'Europe           | Serris                | 2001    |
| Sea Life Porto                        | Porto                 | 2009    |
| Sea Life Scheveningen                 | Scheveningen          | 1993    |
| Sea Life Speyer                       | Speyer                | 2003    |
| Sea Life Timmendorfer Strand          | Timmendorfer Strand   | 1996    |
| Sea Life Istanbul                     | Istanboel             | 2009    |

### Verenigde Staten

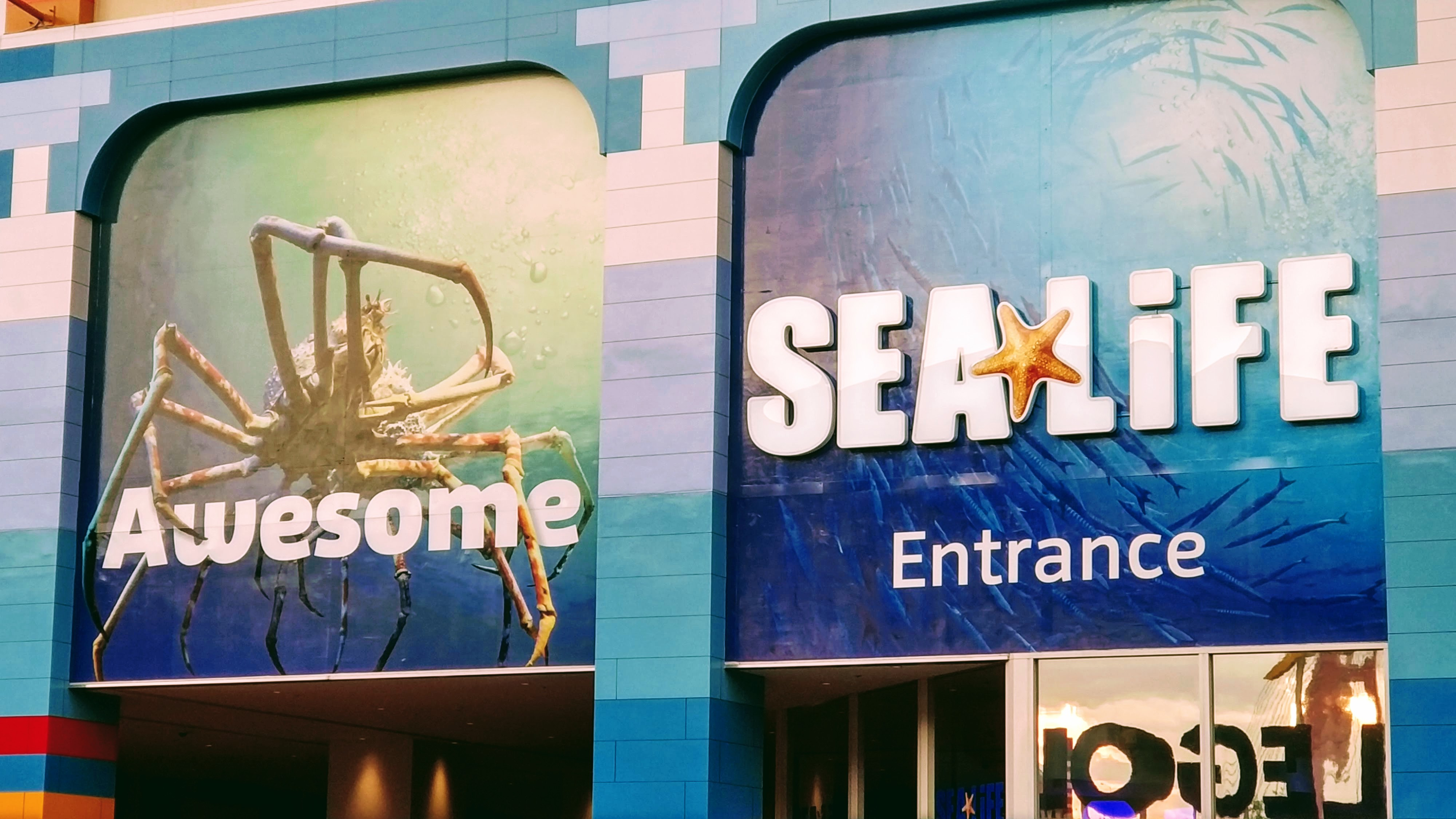
Ingang van Sea Life in Nagoya

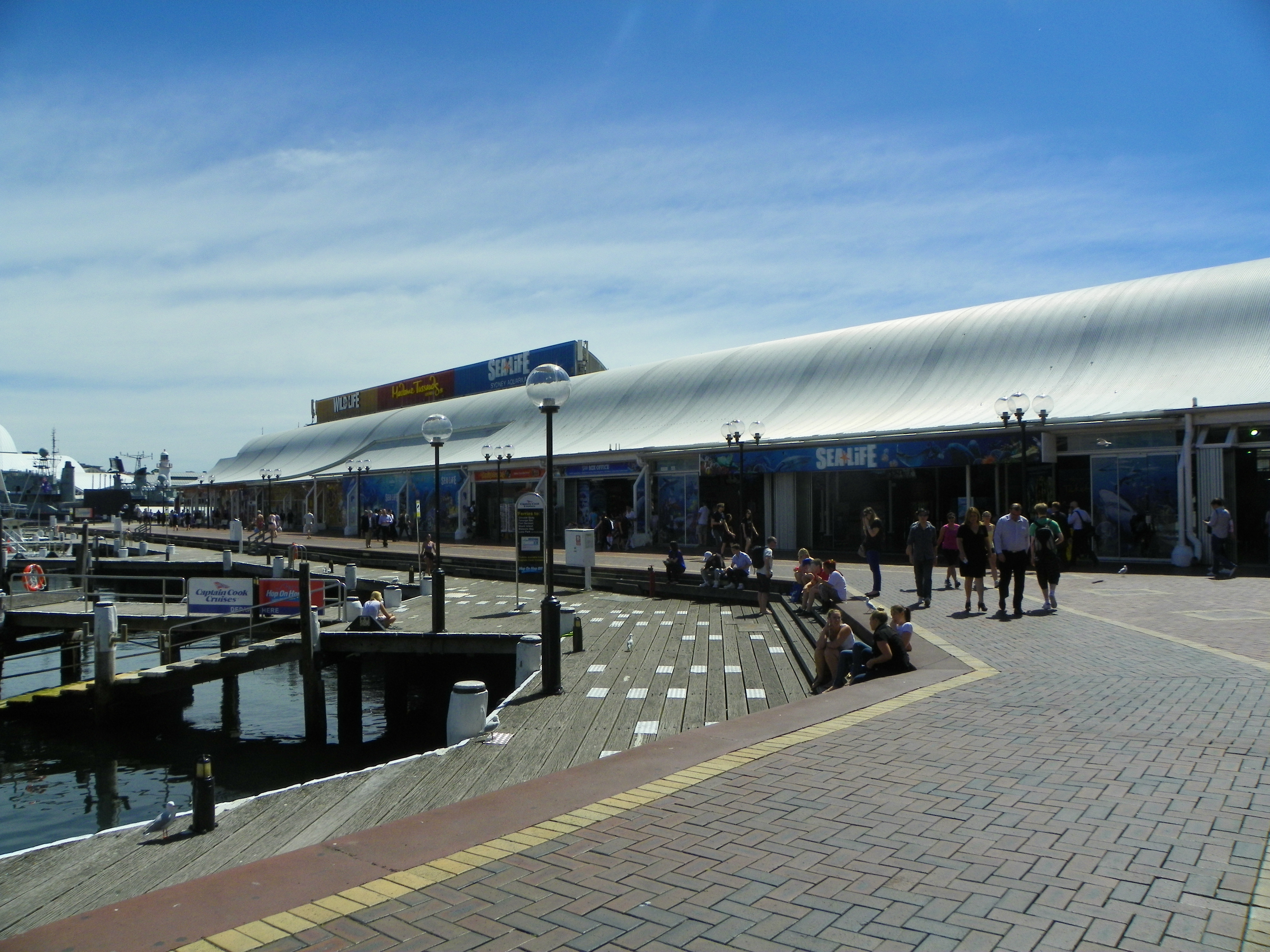
Sea Life aan de haven van Sydney

| Naam                         | Locatie                     | Geopend |
| ---------------------------- | --------------------------- | ------- |
| Sea Life Arizona             | Tempe, Arizona              | 2010    |
| Sea Life Charlotte-Concord   | Concord, North Carolina     | 2014    |
| Sea Life Carlsbad            | Carlsband Californië        | 2008    |
| Sea Life Grapevine           | Grapevine, Texas            | 2011    |
| Sea Life Kansas City         | Kansas City, Missouri       | 2012    |
| Sea Life Michigan            | Auburn Hills, Michigan      | 2015    |
| Sea Life Minnesota Aquarium  | Bloomington, Minnesota      | 2011    |
| Sea Life Orlando Aquarium    | Orlando, Florida            | 2015    |
| Sea Life San Antonio         | San Antonio, Texas          | 2021    |
| New Jersey Sea Life Aquarium | East Rutherford, New Jersey | 2021    |

### Azië
| Naam                         | Locatie         | Geopend |
| ---------------------------- | --------------- | ------- |
| Sea Life Bangkok ocean world | Bangkok         | 2005    |
| Sea Life Busan Aquarium      | Busan           | 2001    |
| Sea Life Nagoya              | Nagoya          | 2018    |
| Chang Feng ocean World       | Shanghai        | 1999    |
| Sea Life Shenyang            | Shenyang        | 2019    |
| Sea Life Iskandar Puteri     | Iskandar Puteri | 2018    |

### Australië en Nieuw-Zeeland
| Naam                              | Locatie        | Geopend |
| --------------------------------- | -------------- | ------- |
| Kelly Tarlton's Sea Life Aquarium | Auckland       | 1985    |
| Melbourne Aquarium                | Melbourne      | 2000    |
| Sea Life Sunshine Coast           | Sunshine Coast | 1989    |
| Sea Life Sydney Aquarium          | Sydney         | 1988    |